# Roger Souza
Pour les articles homonymes, voir Souza.
Roger Souza, né le 2 mars 1942 à Toulouse, est un acteur français. Il est aussi réalisateur et scénariste.

## Biographie
Roger Souza, né dans une famille immigrée portugaise, se forme d'abord à Toulouse, au cours d'art dramatique de Mirès Vincent, puis monte en 1961 à Paris, où il étudie au cours Simon.
Il découvre le jeune public au sein de la compagnie Le Théâtre du petit Jacques, dirigée par Antonin Baryel et, dans Les Aventures de Bidibi et Banban, il tient le rôle de Banban après Jean-Paul Rouland et Bernard Murat. 
Au théâtre toujours, à partir de 1967, c'est au tour du public adulte de le découvrir. Au fil des années, Roger Souza a notamment travaillé avec Gildas Bourdet et Roger Planchon.
C'est en 1977 qu’on le remarque au cinéma, jouant le rôle du coiffeur dans Le Pays bleu de Jean-Charles Tacchella, puis dans le personnage d'Ange le fontainier dans les adaptations de Pagnol par Claude Berri. Il enchaîne les rôles dans un cinéma d'auteur exigeant, comme « Jackpot » dans L'argent fait le bonheur de Robert Guédiguian (1993), ou dans La Cage d’Alain Raoust (2001), Marche et rêve ! Les homards de l'utopie de Paul Carpita (2002) et Voici venu le temps d’Alain Guiraudie (2005).
À la télévision ou au cinéma, il a souvent incarné des seconds rôles, de comédie ou dans des séries policières.
En 1985, il réalise son premier court métrage, Tant que farem atal (Tant que nous ferons ainsi).

## Filmographie

### Réalisateur et scénariste
- 1981 : Le Lacet, court-métrage de Jean Sagols, scénariste
- 1985 : Tant que farem atal, court-métrage, réalisateur et scénariste (Prix Antenne 2 au Festival de Cannes (Perspectives), 1er prix du Festival d'Alès, mention spéciale du jury au Festival international des films du monde rural d'Aurillac)
- 1987 : Plouf, court-métrage, réalisateur
- 2016 : Les Etoiles de papier, réalisateur

### Acteur (filmographie sélective)
- 1970 : Fusil chargé de Carlo Lombardini
- 1974 : Les Suspects de Michel Wyn
- 1976 : Le Pays bleu de Jean-Charles Tacchella : le coiffeur
- 1978 : Les Petits Câlins de Jean-Marie Poiré
- 1978 : La Cage aux folles d'Edouard Molinaro (voix francophone seulement, de l'acteur Peter Boom qui campe un serveur du night-club)
- 1979 : L'Œil du maître de Stéphane Kurc
- 1984 : La Guerre des Demoiselles de Jacques Nichet : le greffier
- 1986 : Manon des sources de Claude Berri : Ange, le fontainier
- 1986 : Jean de Florette de Claude Berri : Ange
- 1988 : Drôle d'endroit pour une rencontre de François Dupeyron : monsieur Richard
- 1988 : L'Homme qui voulait savoir de George Sluizer
- 1989 : Je t'ai dans la peau de Jean-Pierre Thorn : Gégé
- 1991 : Cauchemar blanc de Mathieu Kassovitz
- 1991 : Veraz de Xavier Castano
- 1993 : L'argent fait le bonheur de Robert Guédiguian : Jackpot
- 2001 : La Cage d'Alain Raoust : Jacques Delieu
- 2001 : Amour d'enfance d’Yves Caumon : le père de Paul
- 2002 : Marche et rêve ! Les Homards de l'utopie de Paul Carpita : Lespinasse
- 2002:  Laissez passer : le preneur de son, pour le film Mermoz
- 2005 : Edy de Stéphan Guérin-Tillié : l'assureur no 2
- 2005 : Voici venu le temps d’Alain Guiraudie : Oba Obandoha
- 2006 : Le Mammouth Pobalski, court-métrage de Jacques Mitsch : Pierre-Victor Bouvier
- 2008 : L'Occitanienne ou le Dernier Amour de Chateaubriand, film de Jean Périssé : le maître d'hôtel
- 2009 : No pasaran de Éric Martin et Emmanuel Caussé : Viguier
- 2013 : Marius de Daniel Auteuil : le commis
- 2013 : Fanny de Daniel Auteuil : le commis
- 2019 : Une intime conviction d'Antoine Raimbault : Jean Viguier

### Télévision
- 1971 : Au théâtre ce soir : Bienheureuse Anaïs de Marc-Gilbert Sauvajon, mise en scène Jacques-Henri Duval, réalisation Pierre Sabbagh, Théâtre Marigny
- 1972 : Au théâtre ce soir : Cet animal étrange de Gabriel Arout, mise en scène Michel de Ré, réalisation Pierre Sabbagh, Théâtre Marigny
- 1972 : Le 16 à Kerbriant : le facteur
- 1973 : Monsieur Émilien est mort de Jean Pignol
- 1973 : La Ligne de démarcation - épisode 6 : Erretoranea (série télévisée) : Le commis
- 1974 : Messieurs les jurés : L'Affaire Varnay d'André Michel
- 1977 : Les Cinq Dernières Minutes : Châteaux en campagne de Guy Lessertisseur : Louis
- 1980 : Petit déjeuner compris - Feuilleton en 6 épisodes de 52 min - de Michel Berny : le chauffeur de taxi
- 1981 : Les Cinq Dernières Minutes de Guy Lessertisseur, épisode Paris le 15 août
- 1983 : Fabien de la Drôme de Michel Wyn : Méjean l’ainé
- 1985 : Pitié pour les rats de Jacques Ertaud
- 1989 : V comme vengeance, série télévisée, épisode Un amour tardif de Patrick Jamain : Charles Binet
- 1989 : Un citoyen sans importance de Guy Jorré : Charles Hippolyte Labussière
- 1990 : Les Cinq Dernières Minutes de Guy Jorré, épisode : Le Miroir aux alouettes
- 1991 : Fou de foot de Dominique Baron
- 1991 : Le Gang des Tractions, de François Rossini, série télévisée, deux épisodes Station Liberté et Java bleue
- 1993 : L'instit, épisode 1-01, Les chiens et les loups, de François Luciani : Émile Moustiers
- 1994 : Julie Lescaut, épisode 4, saison 3 : Tableau noir, de Josée Dayan — André Legris
- 1995 : La Rivière Espérance de Josée Dayan (série télévisée) : Félix Marcas
- 1995 : Navarro, épisode Le fils unique : Monsieur Garcia
- 1996 : Un drôle de cadeau de Daniel Losset : Marcel
- 1997 : Quai numéro 1 : épisode Panique sur la gare : César
- 1997 : Parfum de famille de Serge Moati
- 1998 : Les Moissons de l'océan, mini-série télévisée, de François Luciani : Diego Galvèz
- 2000 :  Lourdes (téléfilm) de Lodovico Gasparini
- 2003 : Marylin et ses enfants de Charlie Beléteau : Marcel
- 2001 : Un bėbė noir dans un couffin blanc de Laurent Dussaux : Albert Costa
- 2004 : Maigret et les petits cochons sans queue de Charles Nemes : le commissaire Pardi
- 2007 : Les Camarades de François Luciani : Toto Laverne, le père de Georges
- 2007 : Elles et Moi de Bernard Stora : Manuel
- 2008 : Désobéir de Joël Santoni : Seabra
- 2010 : La Maison des Rocheville de Jacques Otmezguine : monsieur Dautrelle

## Théâtre
- 1967 : Marius de Marcel Pagnol, mise en scène René Sarvil, Théâtre Sarah-Bernhardt, Théâtre des Ambassadeurs
- 1968 : Marius de Marcel Pagnol, mise en scène René Sarvil, Théâtre des Célestins
- 1970 : Montserrat d'Emmanuel Roblès, mise en scène Stellio Lorenzi, Théâtre du Midi Festival de la Cité Carcassonne
- 1970 : Cyrano de Bergerac de Edmond Rostand, mise en scène Jean Deschamps, Théâtre du Midi Festival de la Cité Carcassonne
- 1970 : La Guerre de Troie n'aura pas lieu de Jean Giraudoux, mise en scène Yves Kerboul, Théâtre du Midi Festival de la Cité Carcassonne
- 1975 : C'est pas mon frère de Pierre Louki, mise en scène Christian Dente, Théâtre de l'Est parisien
- 1975 : Des souris et des hommes de John Steinbeck, mise en scène Robert Hossein, Théâtre de Paris
- 1976 : Hamlet de William Shakespeare, mise en scène Denis Llorca, Tréteaux du Midi, tournée
- 1977 : Le Brise-lames d'Armand Meffre, mise en scène Jacques Échantillon, Tréteaux du Midi, tournée
- 1981 : Thérèse Raquin d'Émile Zola, mise en scène Raymond Rouleau, Théâtre de Boulogne-Billancourt
- 1985 : Un drôle de cadeau de Jean Bouchaud, mise en scène de l'auteur, théâtre des Mathurins
- 1987 : Thomas More ou l'homme seul de Robert Bolt, mise en scène Jean-Luc Tardieu, Espace 44 Nantes
- 1988 : L'Extra de Jean Lariaga, mise en scène Jacques Rosny, théâtre Tristan Bernard
- 1993 : Idéal Fleur de Michel Jourdheuil, mise en scène Jean-Paul Muel, théâtre du Splendid
- 1994 : La bonne âme du Se-Tchouan de Bertolt Brecht, mise en scène Gildas Bourdet, La Criée, théâtre de la Ville : Wang, le porteur d'eau
- 1995 : Un coin d'azur de Jean Bouchaud, mise en scène de l'auteur
- 2000 : Le Cochon noir de Roger Planchon, mise en scène de l'auteur, TNP Villeurbanne, théâtre national de la Colline
- 2007 : 33 évanouissements, 3 pièces en 1 acte d'Anton Tchekhov, d’après la création de Vsevolod Meyerhold, mise en scène Pierre Hoden, théâtre Gérard-Philipe
- 2007 : Œdipe à Colone de Sophocle, mise en scène Roger Planchon, Parme-Turin-Villeurbanne
- 2010 : La Femme du boulanger de Marcel Pagnol, mise en scène Alain Sachs, théâtre André-Malraux Rueil-Malmaison : Antonin
- 2012 : La Femme du boulanger de Marcel Pagnol, mise en scène Alain Sachs, théâtre Hébertot